# Simon Fraser (Rebell)

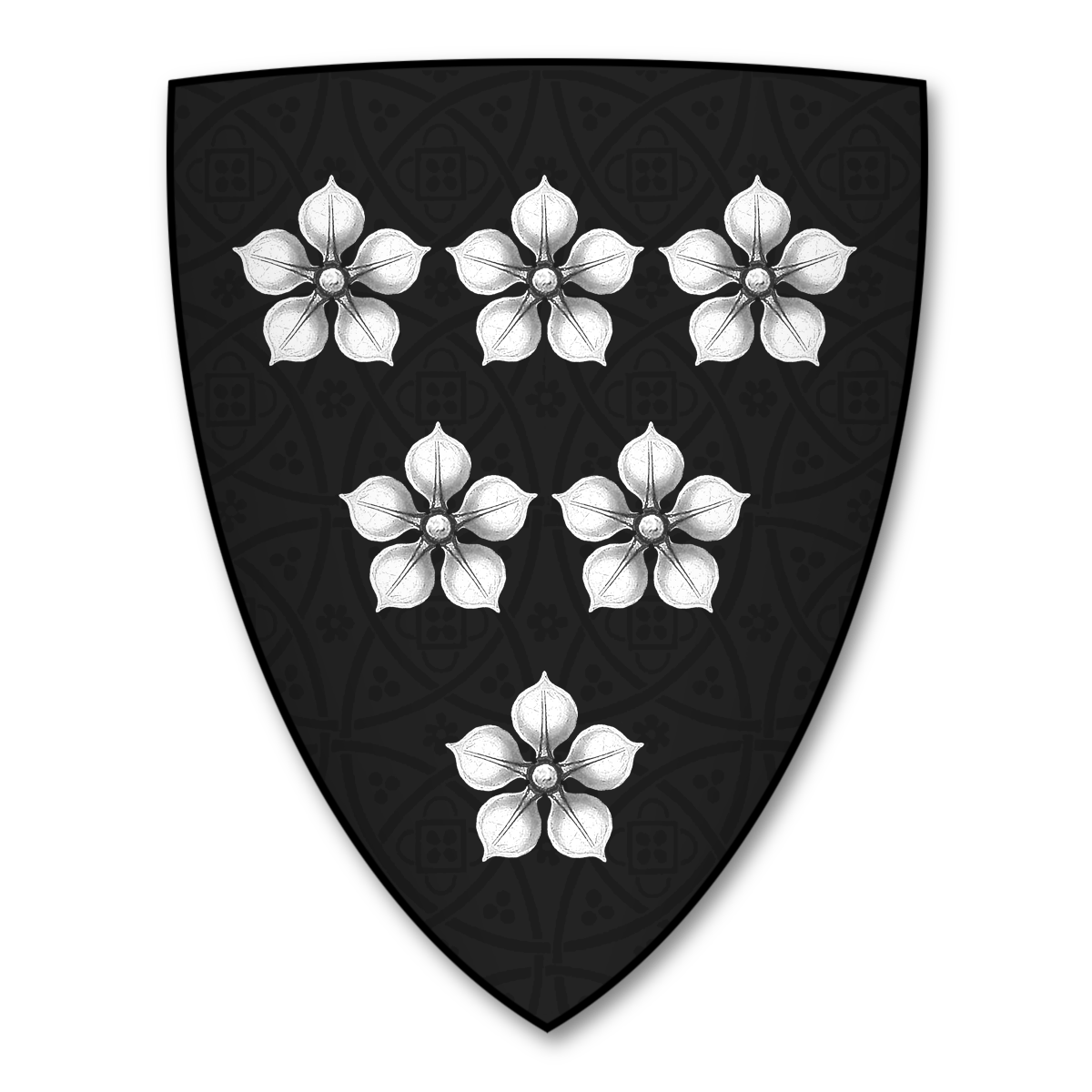
Wappen von Simon Fraser

Sir Simon Fraser (* um 1270; † 7. September 1306 in London) war ein schottischer Ritter und Rebell.

## Herkunft
Simon Fraser war ein Sohn seines gleichnamigen Vaters Sir Simon Fraser und von dessen Frau Mary. Sein Vater war ein schottischer Adliger, der Besitzungen bei Tweedsmuir besaß und als Verwalter der königlichen Forste von Traquair und Selkirk diente. Nach seinem Tod 1291 erbte der jüngere Simon Neidpath und Oliver Castle sowie die weiteren Besitzungen seines Vaters.

## Wechselnde Haltung während des Schottischen Unabhängigkeitskriegs
Während des Schottischen Thronfolgestreits schwor er 1291 dem englischen König Eduard I. als Oberherrn von Schottland die Treue und bezeugte Ende 1292 die Huldigung des neuen schottischen Königs John gegenüber dem englischen König. Als es 1296 zum englisch-schottischen Krieg kam, kämpfte Fraser auf schottischer Seite in der Schlacht bei Dunbar. Nach dem englischen Sieg schwor er im Oktober 1296 dem englischen König erneut die Treue. Dennoch blieb er in englischer Gefangenschaft. Im Gegenzug für seine Freilassung nahm er 1297 als Knight Banneret und Ritter des königlichen Haushalts am Feldzug des englischen Königs im Krieg gegen Frankreich nach Flandern teil, worauf ihm der König auch seine Besitzungen zurückgab. In Flandern war Eduard I. von Fraser offenbar so beeindruckt, dass er ihn wahrscheinlich zum Verwalter des Forstes von Selkirk ernannte. Zurück in Schottland, wurde er nach der Schlacht von Falkirk 1298 in Kämpfe mit flüchtenden Schotten im Forst von Selkirk verwickelt. Ende 1298 sollte er an einem Entsatzversuch des von schottischen Rebellen belagerten Stirling Castle teilnehmen. Spätestens ab 1299 versuchten die schottischen Rebellen, Fraser zum Seitenwechsel zu bewegen. Daraufhin zweifelten die englischen Beamten in Schottland zunehmend an der Loyalität Frasers. Ein Sheriff behauptete, dass Fraser die Schotten insgeheim unterstützt hatte, als diese einen Feldzug nach Südostschottland geführt hatten. Wahrscheinlich nutzten die Schotten tatsächlich mit Billigung Frasers den Forst von Selkirk als Rückzugsort. Im August 1299 ernannten die Guardians of Scotland Sir Robert Keith zum schottischen Verwalter des Forstes von Selkirk. Fraser geriet in schottische Gefangenschaft und wurde vom 4. September 1299 bis zum 12. Juni 1300 in einem schottischen Gefängnis festgehalten. Dies überzeugte den englischen König von Frasers Loyalität, und als Fraser freikam, trat er wieder in den Dienst von Eduard I. und wurde erneut zum Verwalter des Forstes von Selkirk ernannt.

## Führende Rolle im Schottischen Widerstand
Im Gefolge des Earls of Dunbar nahm Fraser im Sommer 1300 an der Belagerung von Caerlaverock Castle durch ein englisches Heer teil. Im März 1301 erhielt Fraser in Lincoln noch seinen Sold und die Gewänder, die ihm für seinen Dienst als Ritter des Königs zustanden, doch vor September 1301 hatte er wieder die Seiten gewechselt und unterstützte den schottischen Unabhängigkeitskampf. Möglicherweise war Frasers Ablösung als Forstverwalter von Selkirk durch Sir Hugh Audley der Grund für seinen Seitenwechsel, vielleicht auch sein nur geringer Sold, den er vom König erhielt. Er wurde nun rasch zum Führer des schottischen Widerstands gegen die englische Besatzung in Südostschottland. Zusammen mit Herbert Morham und Alexander Abernethy führte er im Sommer 1301 bei Strathaven in Lanarkshire einen Kleinkrieg gegen die Truppen, die unter Eduard I. einen erneuten Feldzug in Schottland führten. In den letzten Monaten des Jahres 1302 führte er zusammen mit John Comyn of Badenoch und William Wallace vom Forst von Selkirk aus Vorstöße nach Annandale, Liddesdale und bis nach Cumberland. Anfang 1303 war er der Führer eines vergeblichen Angriffs auf Roxburgh Castle. Danach wandte er sich zusammen mit Wallace gegen den neu errichteten Peel Tower von Selkirk, den sie erobern konnten. Frasers anschließender Versuch, Linlithgow zu erobern scheiterte, doch am 24. Februar 1303 gelang ihm zusammen mit John Comyn ein beachtenswerter Erfolg, als sie eine englische Streitmacht unter dem Statthalter John Seagrave in der Schlacht von Roslin schlagen konnten. Vor Juni 1303 führte er zusammen mit Edmund Comyn einen Raubzug nach Nordengland.

## Unterwerfung und Verurteilung zum Exil
Nachdem das mit den schottischen Rebellen verbündete Frankreich mit England Frieden geschlossen hatte, wurde die militärische Situation der Schotten aussichtslos. Im Februar 1304 konnten John Seagrave, Robert Clifford und William Latimer bei einem Vorstoß beinahe Fraser und Wallace bei Peebles gefangen nehmen. Angesichts der militärischen Überlegenheit der Engländer ergaben sich nun John Comyn und die meisten verbliebenen schottischen Adligen. Auch Fraser wollte sich nun erneut unterwerfen, doch Eduard I. verlangte, dass er wegen des Bruchs seines Treueschwurs drei Jahre ins Exil gehen müsse. Dabei dürfe er sich weder in Schottland oder in England noch in den englischen Besitzungen in Frankreich aufhalten. Dieses Angebot schlug Fraser aus, worauf er zusammen mit William Wallace vom Parlament im März 1304 geächtet wurde. Daraufhin ergab sich Fraser, wobei der genaue Zeitpunkt unbekannt ist. Als Zeichen seiner Loyalität verlangte der König nun, dass er Wallace gefangen nehmen solle. Im April 1305 hatte Fraser sein Exil immer noch nicht angetreten und befand sich in Schottland, als er die Erlaubnis erhielt, für weitere Verhandlungen nach Berwick zu kommen. Nach der Gefangennahme von Wallace erlaubte ihm der König im September 1305, dass er gegen die Zahlung der dreifachen Jahreseinkünfte seine beschlagnahmten Besitzungen zurück kaufen konnte. Dafür verlängerte der König das geforderte Exil auf vier Jahre.

## Erneute Rebellion und Tod
Als Robert Bruce ab Februar 1306 offen gegen den englischen König rebellierte und sich zum König der Schotten krönen ließ, wechselte Fraser wieder die Seiten und schloss sich Bruce an. Der englische Statthalter Aymer de Valence ließ daraufhin Frasers Besitzungen im Tweeddale niederbrennen. Eduard I. hatte Valence zunächst befohlen, gefangen genommene Rebellen sofort hinzurichten, doch diesen Befehl widerrief er wenig später, da er für besonders für Bruce und Fraser eine grausamere Strafe vorgesehen hatte. Fraser nahm an der Schlacht bei Methven teil und geriet wenige Tage nach der schottischen Niederlage in englische Gefangenschaft. Er wurde nach London gebracht, wo er als Verräter durch Hanged, drawn and quartered hingerichtet wurde. Sein abgeschlagener Kopf wurde auf einer Stange neben dem Kopf des im September 1305 ebenfalls hingerichteten Wallace ausgestellt.

## Familie
Mit seiner Frau Mary hatte Fraser zwei Töchter, die vermutlich Margaret und Joanna hießen. Mit seinem Tod erlosch die Linie der Frasers aus Tweeddale in männlicher Linie.